# Fiat Strada
A Strada é um automóvel fabricado pela Fiat. Até 2020, era a versão picape do Palio. É produzido desde 1996, com cabines simples, estendida e dupla. 
Atualmente (2022) o modelo é a versão picape do Mobi, fabricado nas versões: Volcano (1.3 FireFly 8V Cabine Dupla câmbio manual ou CVT), Endurance (1.4 Fire 8V Cabine Plus),  Freedom (1.3 FireFly 8V Cabine Plus, e 1.3 FireFly 8V Cabine Dupla) e Ranch (1.3 FireFly Cabine Dupla CVT) todas com motorização Flex.
 

## História
A picape da linha Palio surgiu em 1996, como modelo na plataforma 178, quase três anos depois do modelo que lhe deu origem. A Strada chegou para substituir a Fiat Fiorino Pick-up e apresentava muitas qualidades em relação a ela. Era maior, mais moderna, com maior oferta de equipamentos e com capacidade de carga ampliada. Inicialmente veio apenas com cabine simples, em três diferentes versões de motorização e acabamento: a básica era a Working, equipada com motor Fiasa 1.5 de 76 cv. A intermediária era a Trekking, com motor 1.6 de oito válvulas e 92 cv. E no topo da gama estava a LX, com motor 1.6 16V de 106 cv.
"Strada" significa estrada em italiano e remete ao sentimento de liberdade que o modelo pode proporcionar ao motorista.
A caçamba não era a maior do segmento (a da Ford Courier continuava imbatível), mas era bem razoável, contando com 51 cm de altura, 1,29 metro de largura e 1,77 metro de comprimento (medidas internas). Um pequeno degrau no pára-choque traseiro ajudava na carga e descarga do veículo e havia oito ganchos para amarração no compartimento de carga.
Em 1999 surge a Strada Cabine Estendida, numa ousada estratégia da Fiat, que por meio de pesquisas detectara que a maior parte dos usuários não transportava grandes objetos na caçamba. Assim, em detrimento do espaço externo, a cabine ganhou 30 cm a mais, o que proporcionava 300 litros de capacidade de carga atrás dos bancos.
A caçamba, em contrapartida, passou de 2,4 metros quadrados de área para 2,0 metros quadrados e a capacidade de carga desceu de 705 kg úteis para 685 kg úteis. Um interessante teto solar era oferecido como opcional. Infelizmente os mesmos trilhos de bancos da versão convencional eram instalados na Estendida, o que não se traduzia em maior espaço para os ocupantes mais altos. A nova Strada era disponível nas versões Working e LX.
Em 2001 é a vez da série especial MTV. Em 2002 a linha passa pelo primeiro face-lift desde o lançamento, acompanhando as linhas da então recém-lançada linha Palio. As mudanças atingiram basicamente a parte dianteira, com novos faróis, capô, pára-choques e pára-lamas.
Em 2002, a linha era equipada com o motor 1.5 da linha Fiasa, já como modelo 2003, a Strada foi equipada com o motor Fire.
Ainda em 2002, mas já como modelo 2003, a Strada ganha o motor 1.8 Powertrain (fruto de uma associação já finalizada entre Fiat e GM para produção conjunta de motores) de 108 cv no lugar do 1.6 16V.
Outras mudanças ocorrem para a linha 2003, como o fim da versão LX. E a versão básica, inexplicavelmente, ganha motor 1.3 8V, com apenas 67 cv e painel do Palio antigo, para baratear os custos. De fato ela custava cerca de R$ 500 a menos em relação à antiga versão básica, mas esse desconto não compensava o “downgrade”.
Em 2005 a Fiat apresenta a versão Trekking com motor 1.4 Flex, mas já como modelo 2006. Ainda para 2006 é lançada a Try On. E em abril de 2007 foi a vez da Original Adventure.
A Fiat Strada ainda teve entre 2010 e 2012, uma versão com adereços esportivos, motor 1.8 E-torq 16V Flex e câmbio automatizado Dualogic denominada "Strada Adventure".
A versão "Fire", saiu de linha em 2012, deixando o posto para a versão "Working" de cabine simples.
Em 2020, a montadora lançou a segunda geração do Strada. Com novo design, caçamba de 1354 L e a inédita versão em 4 portas, o acabamento é parecido com o Fiat Toro, porém o parachoque dianteiro é idêntico aos Fiat Argo e Fiat Cronos. A nova versão, só é vendida com motores 1.3 Firefly (Modelos Freedom Plus, Freedom Cabine Dupla e Volcano) e o 1.4 Fire (Nos modelos Endurance Plus e Endurance Cabine Dupla). A transmissão é manual de 5 marchas. Há uma suspeita de que a marca inclua câmbio CVT numa versão automática. A FIAT afirmou que chegará em 2021. Já o motor turbo não tem previsão para chegar.
Em 2021, A Fiat confirmou o fim de produção da Strada Hard Working, a versão de entrada da picape. Com isso, chegou ao fim a primeira geração do modelo, interrompendo uma história de 23 anos.                                                                                               no final de 2021 foi lançada as versões ranch e também a Volcano com câmbio automático CVT com o mesmo 1.3 Firefly, mas com a atualização do já vista no Fiat pulse, agora com 98 CV com gasolina e 107 CV com etanol de potência e torque de 13,2 kgfm com gasolina e 14,2 kgfm com etanol. e a primeira picape compacta e única com câmbio automático do mercado depois da falecida Chevy 500 e a nova versão ranch passou a versão mais cara da linha com retrovisores pintados de preto, uma plaqueta lateral com o nome da versão, assim como a estampa em baixo relevo na capota marítima e novos logotipos. ainda há novas rodas de 15 polegadas com pneus 205/60 de uso misto que são exclusivas da versão. Também há os estribos laterais próprios da versão. Na cabine tem mudanças mais expressivas, o painel ganhou um aplique central marrom, além de detalhes em preto brilhante e o nome ranch ao centro. os bancos repetem as cores do painel e passam a ser revestidos de um material que imita couro, assim como no volante e no apoio de braço.os equipamentos da ranch e os mesmos da Volcano automática e as ranch e Volcano automática passaram a ter carregador por indução de série, que passou a ser ítem na Volcano manual na linha 2023. além disso também diminuiu a capacidade de carga da versão ranch de 650 kg das demais versões para 630 kg na ranch, para compensar os 20 kg de peso a mais da versão. o preço da Volcano automática custa R$ 113.490 e da ranch CVT R$127.890(setembro 2022) já linha 2023.

## Teste de segurança noLatin NCAP
O Latin NCAP fez um teste de segurança do veículo em 2022 e obteve uma estrela.

## Galeria

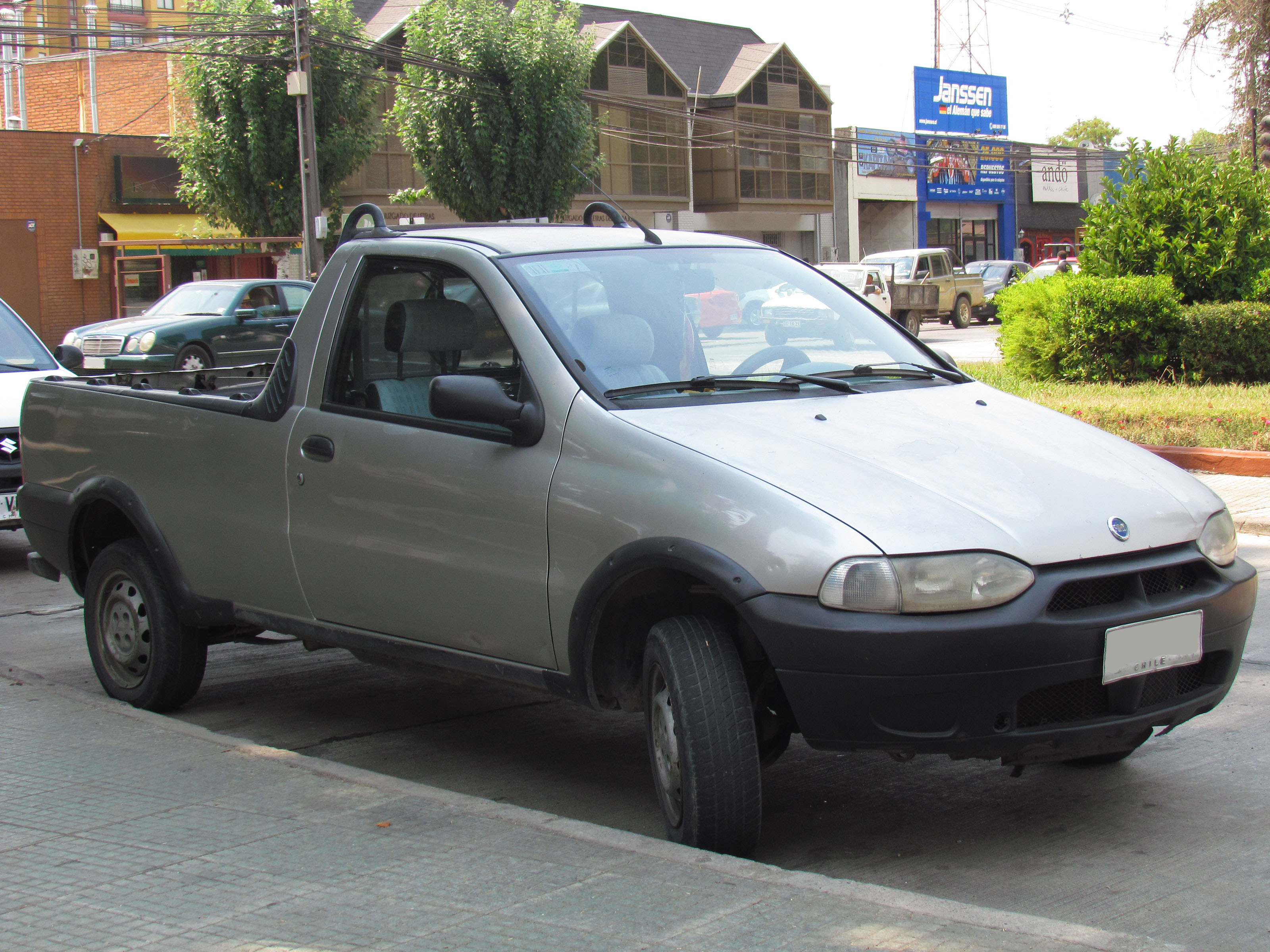
1ª geração
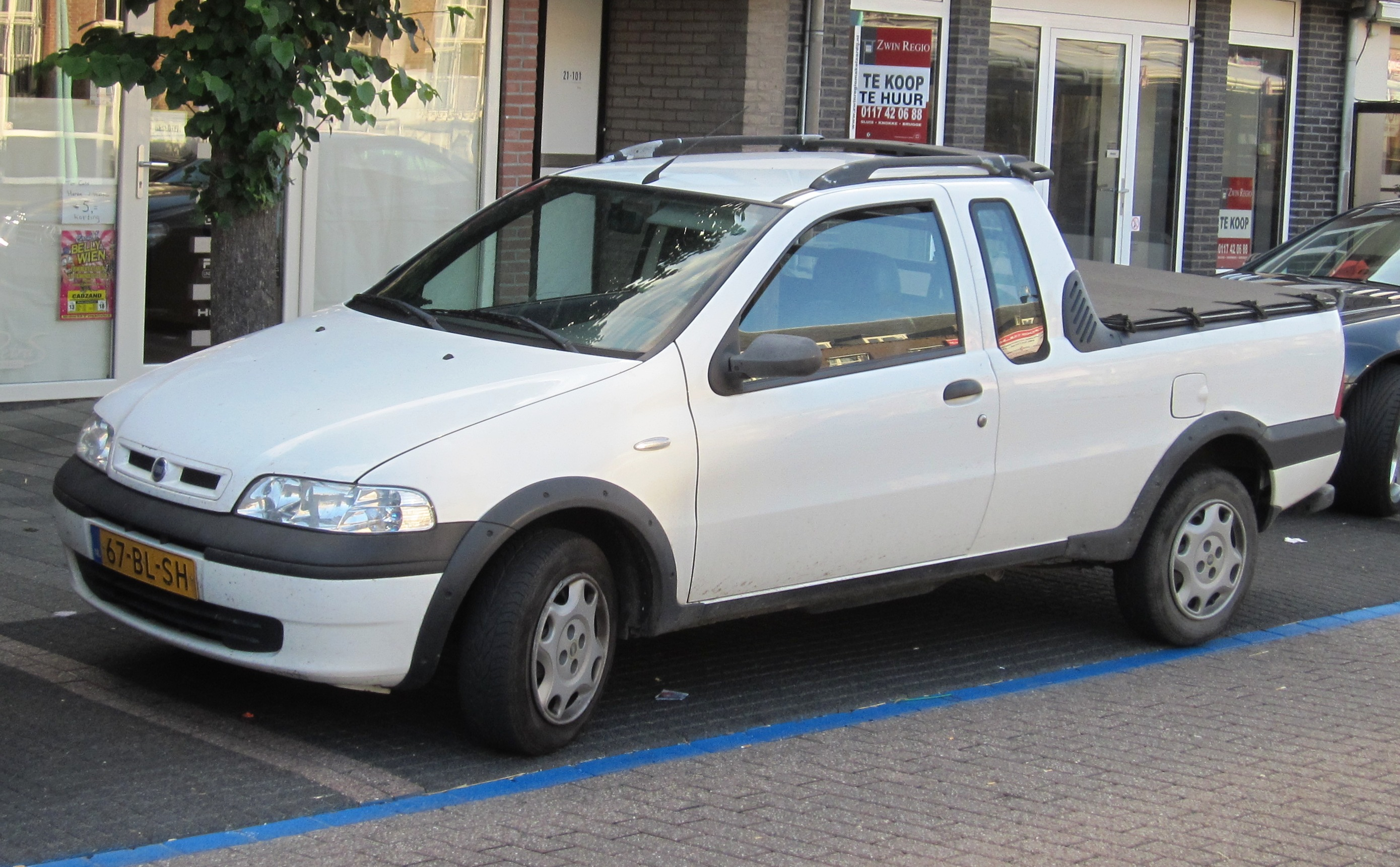
1ª reestilização
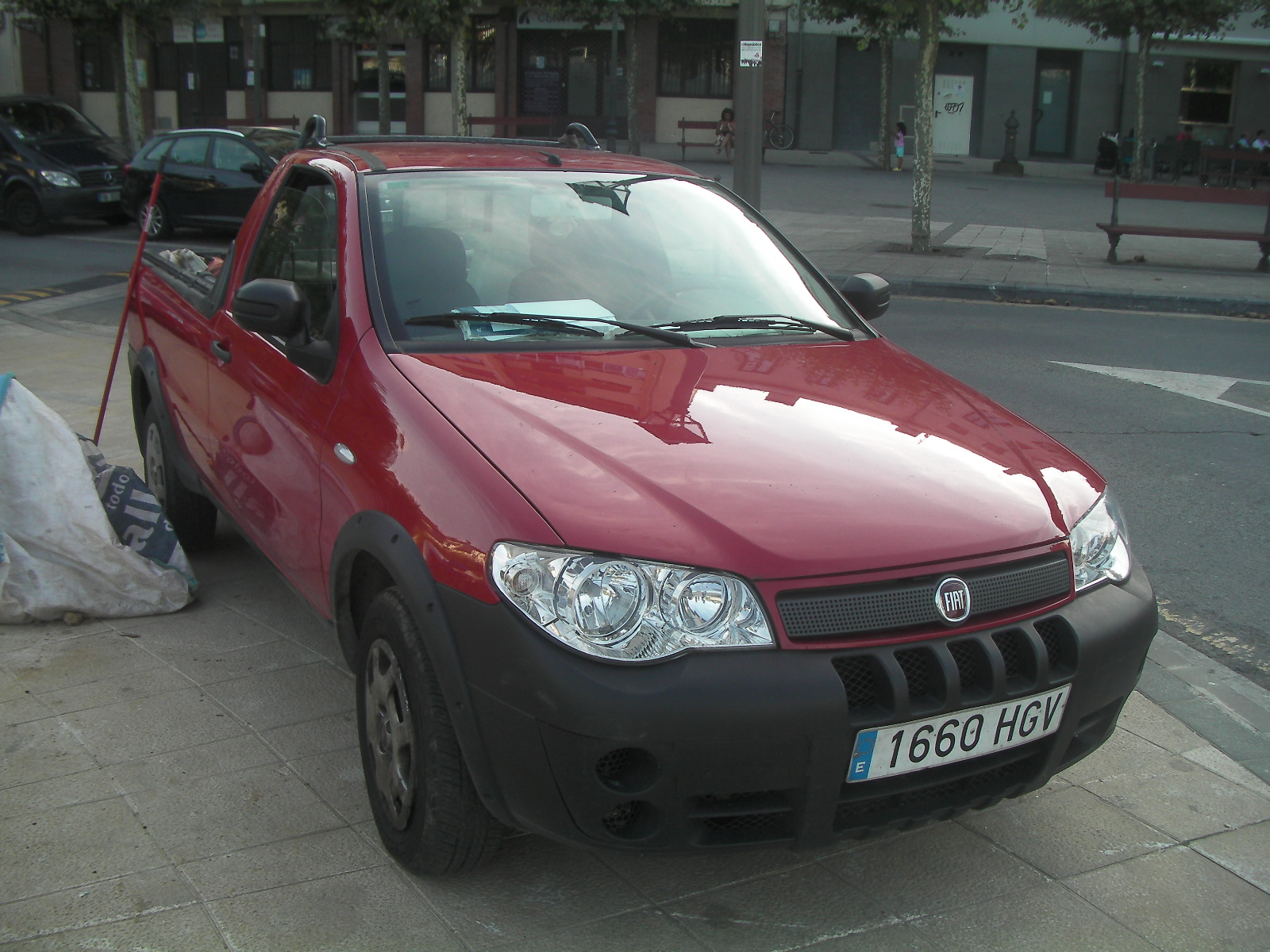
2ª reestilização
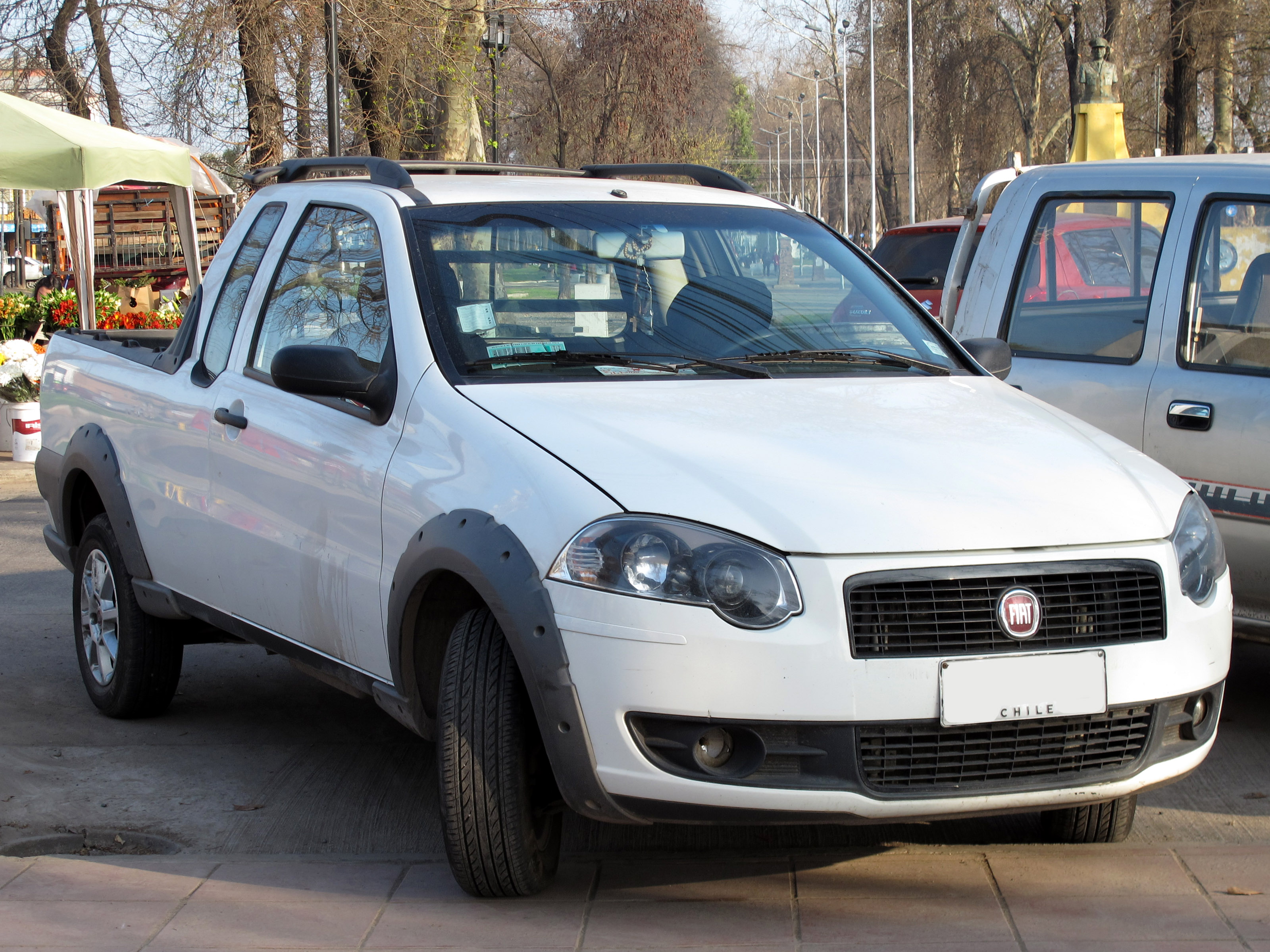
3ª reestilização
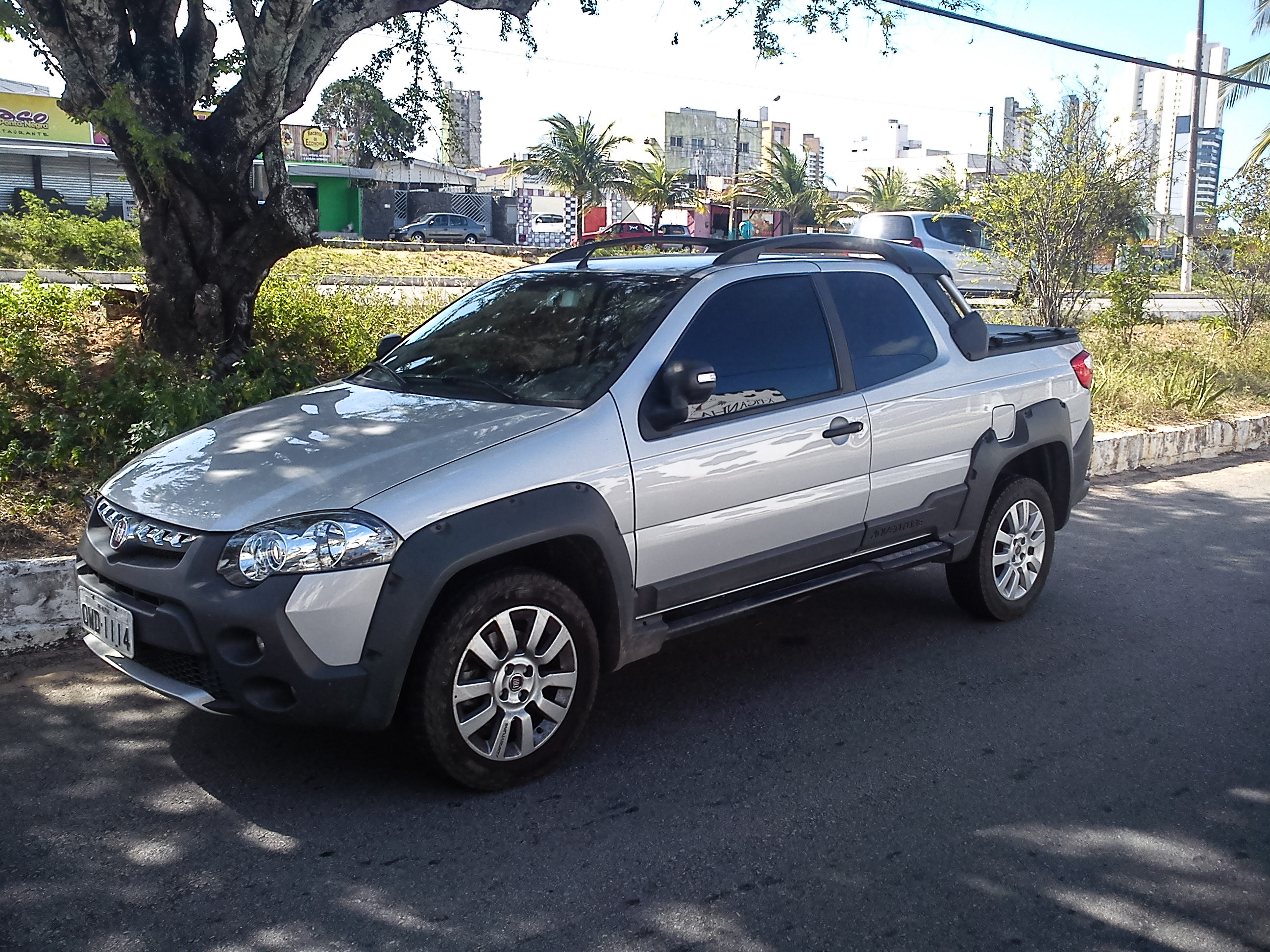
4ª reestilização
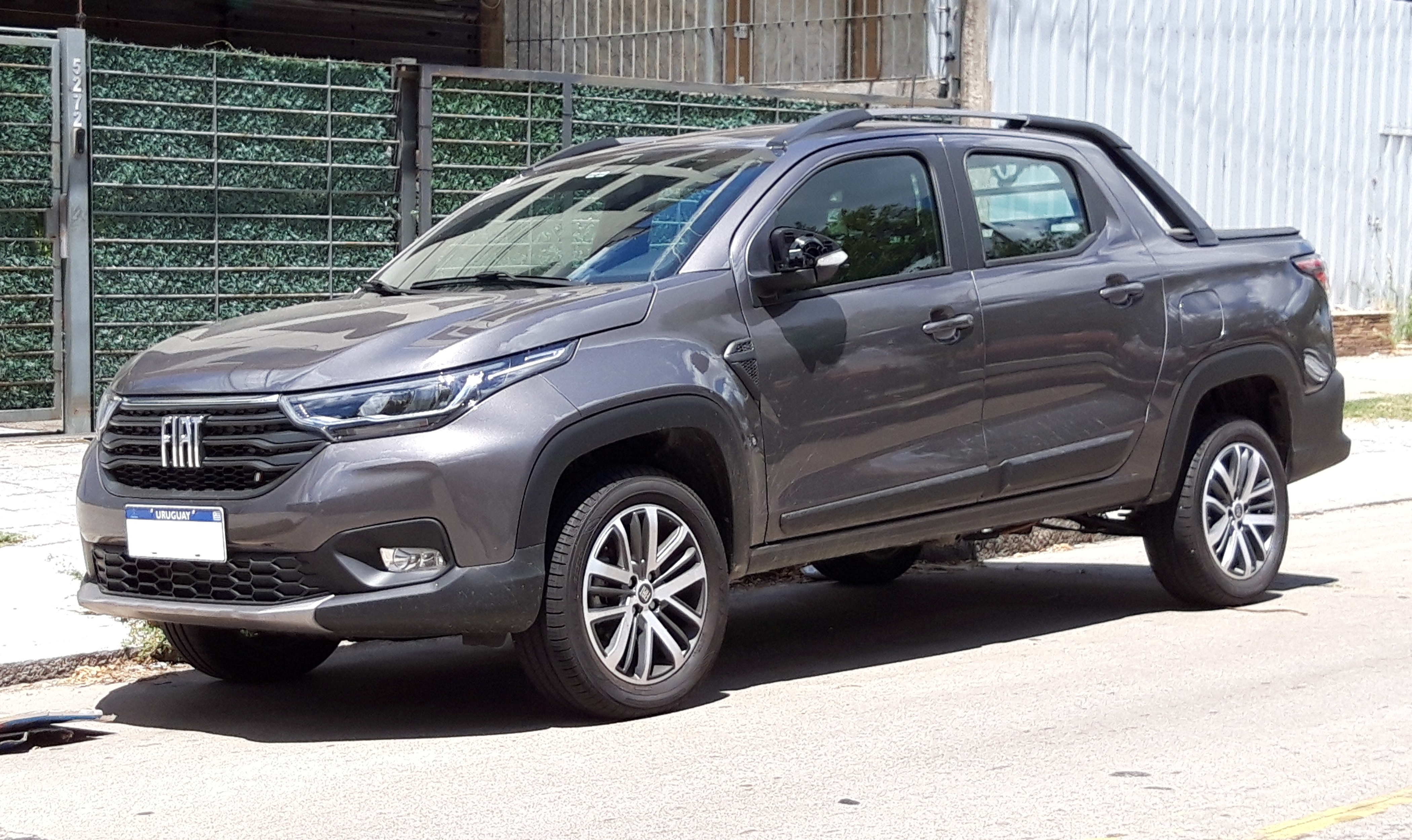
2ª geração